# Argyresthia divisella
Argyresthia divisella is een vlinder uit de familie van de pedaalmotten (Argyresthiidae). De wetenschappelijke naam van de soort werd in 1960 gepubliceerd door Abel Dufrane.